# Memmo di Filipuccio
Memmo di Filipuccio, eigentlich Guglielmo di Filipuccio, (geboren vor 1260 in Siena; † nach 1324 ebenda) war ein Sieneser Maler der italienischen Protorenaissance.

## Leben
Di Filipuccio war ein Sohn des Sieneser Goldschmieds Filippuccio, sowie der Bruder des Goldschmieds Giano di Filipuccio und des Malers Minuccio (Mino) di Filipuccio. Im Jahr 1288 wurden beide Brüder im Libro di Biccherna erwähnt, weil sie eine Geldstrafe zahlen mussten. Daher muss er zu dem Zeitpunkt bereits volljährig oder strafmündig gewesen sei, so dass sein Geburtsjahr in den frühen 1260er Jahren angenommen werden kann. Um das Jahr 1303 siedelte er nach San Gimignano über, wo er bis 1317 lebte, Stadtmaler wurde und seine Werkstatt gründete. Hier betätigte er sich als Miniaturmaler und war als Illuminator von Handschriften tätig. 1305 erhielt er eine Zahlung für Malereien, die er in der Collegiata ausgeführt hatte. Anschließend kam er nach Siena zurück, wo er 1624 sein Haus an Simone Martini verkaufte, der kurz zuvor sein Schwiegersohn geworden war, nachdem er seine Tochter geheiratet hatte.

## Familie
- Giovanna di Memmo ⚭ Januar 1624 mit Simone Martini[3]
- Lippo Memmi (Filippo di Menno, Lippo di Memmo di Filippuccio) war sein Schüler und wurde Maler[4]
- Tederigo di Memmo (auch Federico oder Tederico Memmi), Maler, der gemeinsam mit seinem Bruder Lippo arbeitete.[5]

## Werke (Auswahl)
Fresken

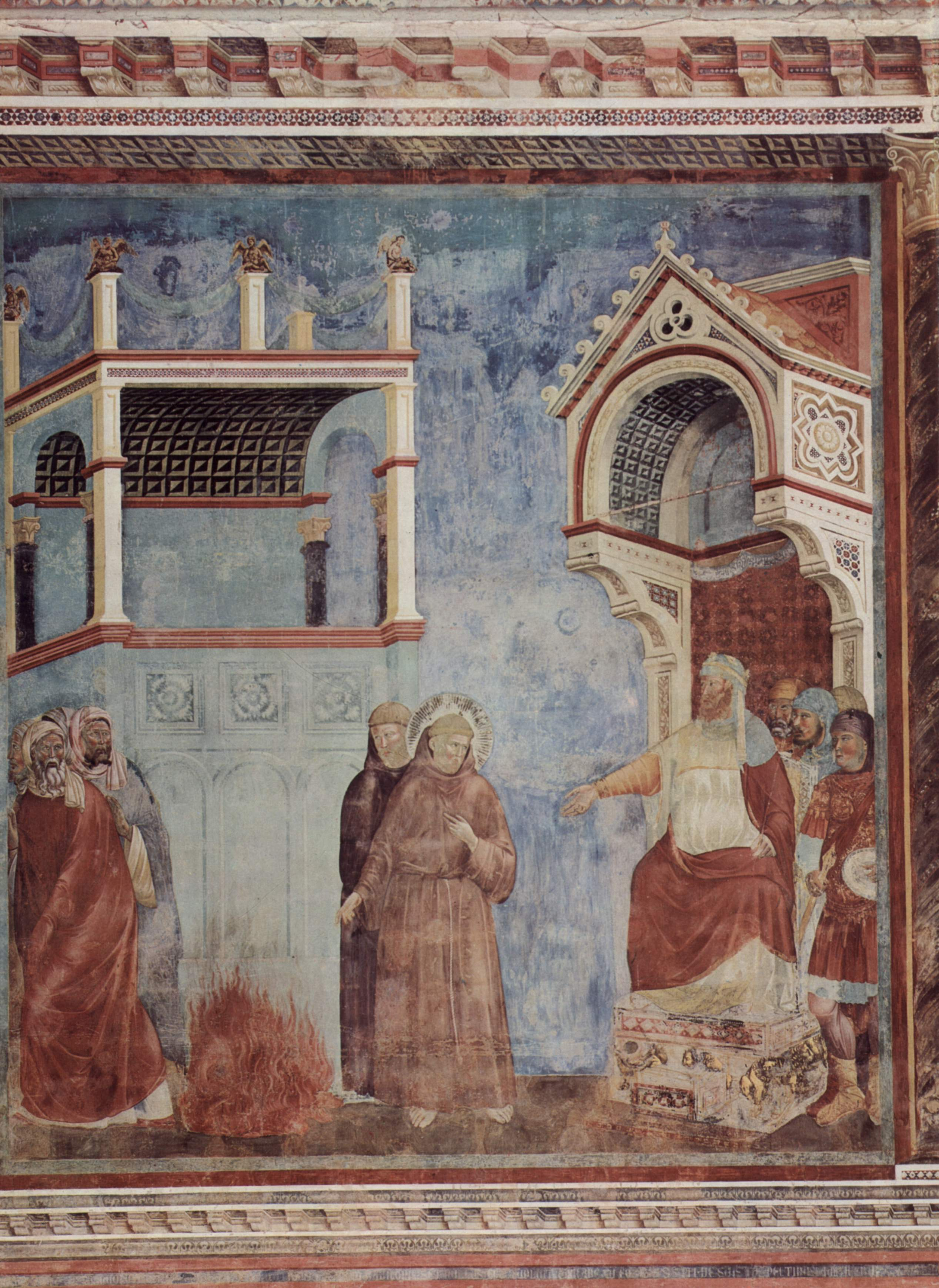
Die Feuerprobe vor dem Sultan, aus dem Freskenzyklus zum Leben des Hl. Franziskus von Assisi

- Freskenzyklus zum Leben des Hl. Franziskus von Assisi 1296–1298. Oberkirche der Basilika San Francesco in Assisi
- Jagd- und Turnierszenen, Fresken im Palazzo del Podestà, San Gimignano (zusammen mit Azzo di Masetto)

Miniaturen
- Kodizes, die er illuminiert hat, werden in der Biblioteca Comunale e Museo dell'Opera del Duomo in Siena, in der Fondazione Cini in Venedig und im Museo nazionale di San Matteo  in Pisa aufbewahrt. Viele Werke gingen jedoch auch verloren.